# Феріче (Кхумбу)
Феріче (неп. फेरिचे) — село в регіоні Кхумбу на сході Непалу, розташоване над річкою Цола на висоті близько 4371 м над рівнем моря. Це популярна зупинка для мандрівників і альпіністів. 
У Феріче є базова лікарня, яка працює під егідою Гімалайської рятувальної асоціації (англ. Himalayan Rescue Association, HRA), штаб-квартира якої знаходиться в Катманду. Лікарня відкрита протягом двох сезонів трекінгу/скелелазіння (березень—травень і жовтень—грудень). Хоча госпіталь був побудований 1974 року за підтримки Японії, в ньому працюють непальці та лікарі-волонтери, переважно зі США, Європи, Канади та Австралії.
Феріче було переважно фермерським селом, де вирощували картоплю та гречку, а також утримували яків. Однак зараз влітку багато чоловіків з села наймаються провідниками та носіями. Є також багато будиночків, де можуть зупинитися туристи та альпіністи на шляху до базового табору гори Еверест. Це важлива зупинка для акліматизації.
Феріче було сильно пошкоджене під час руйнівного землетрусу в Непалі в квітні 2015 року, але лише один місцевий житель отримав поранення. Територія є лікувально-профілактичним пунктом та пунктом евакуації.

## Галерея

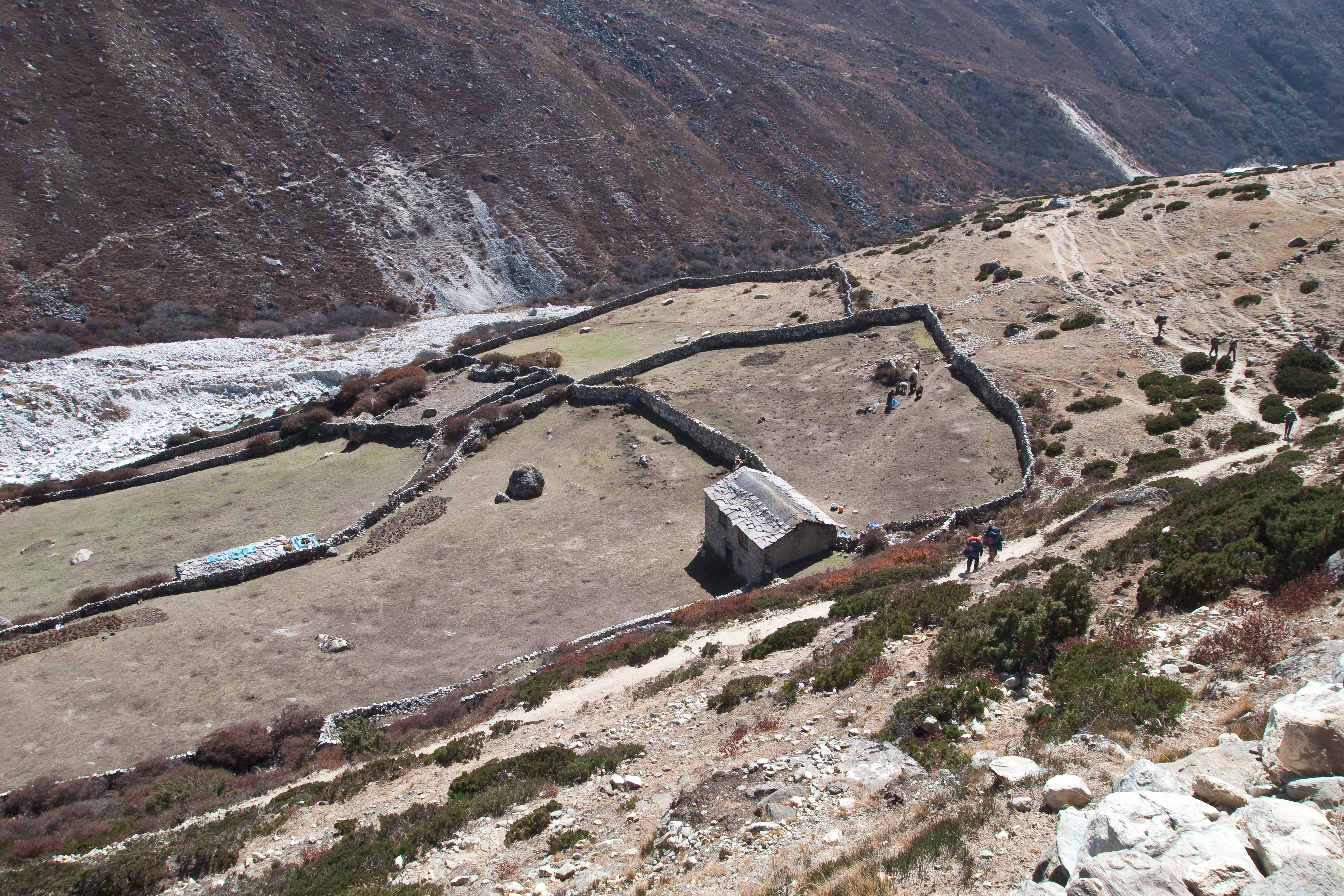
Тераси.
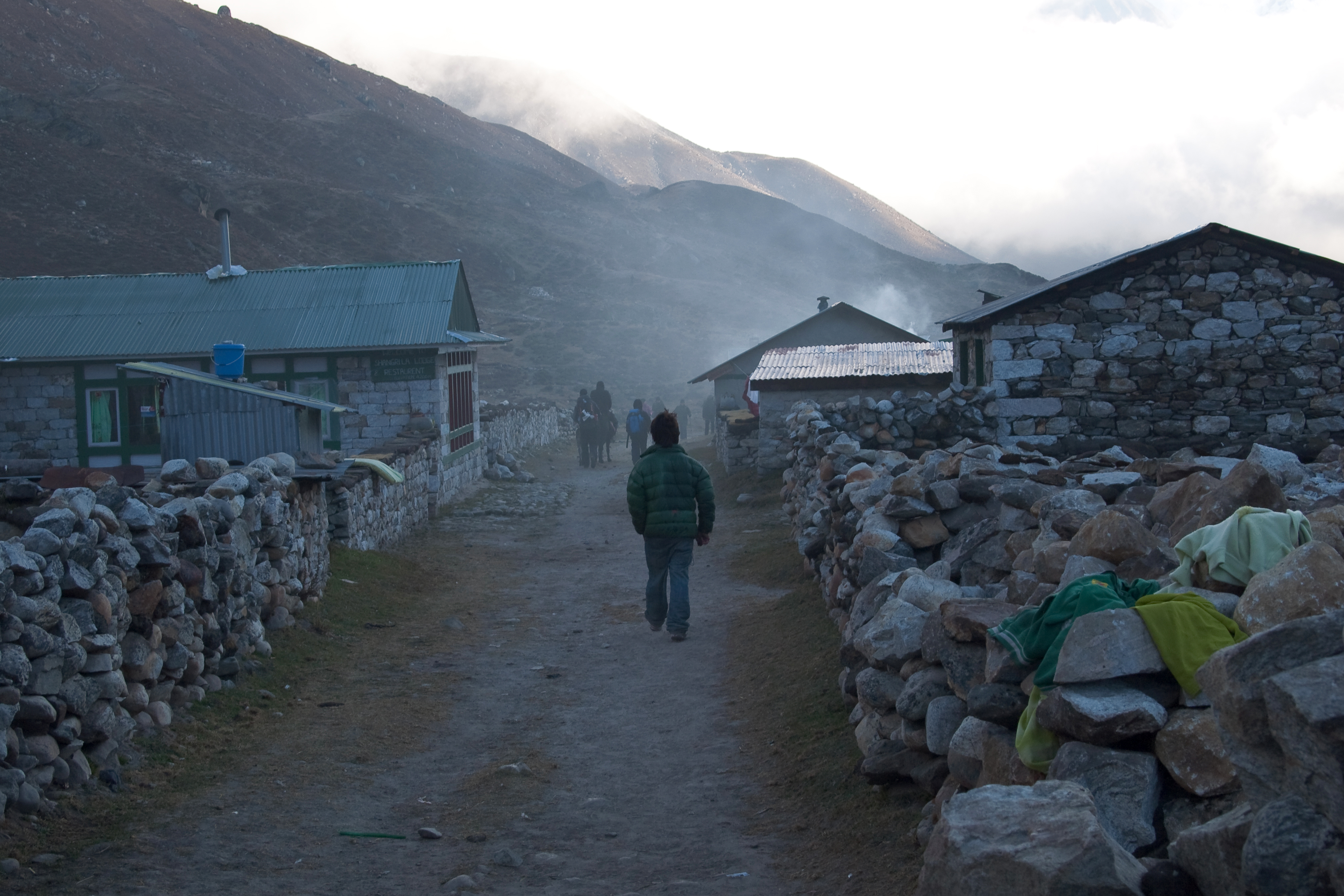
Феріче.
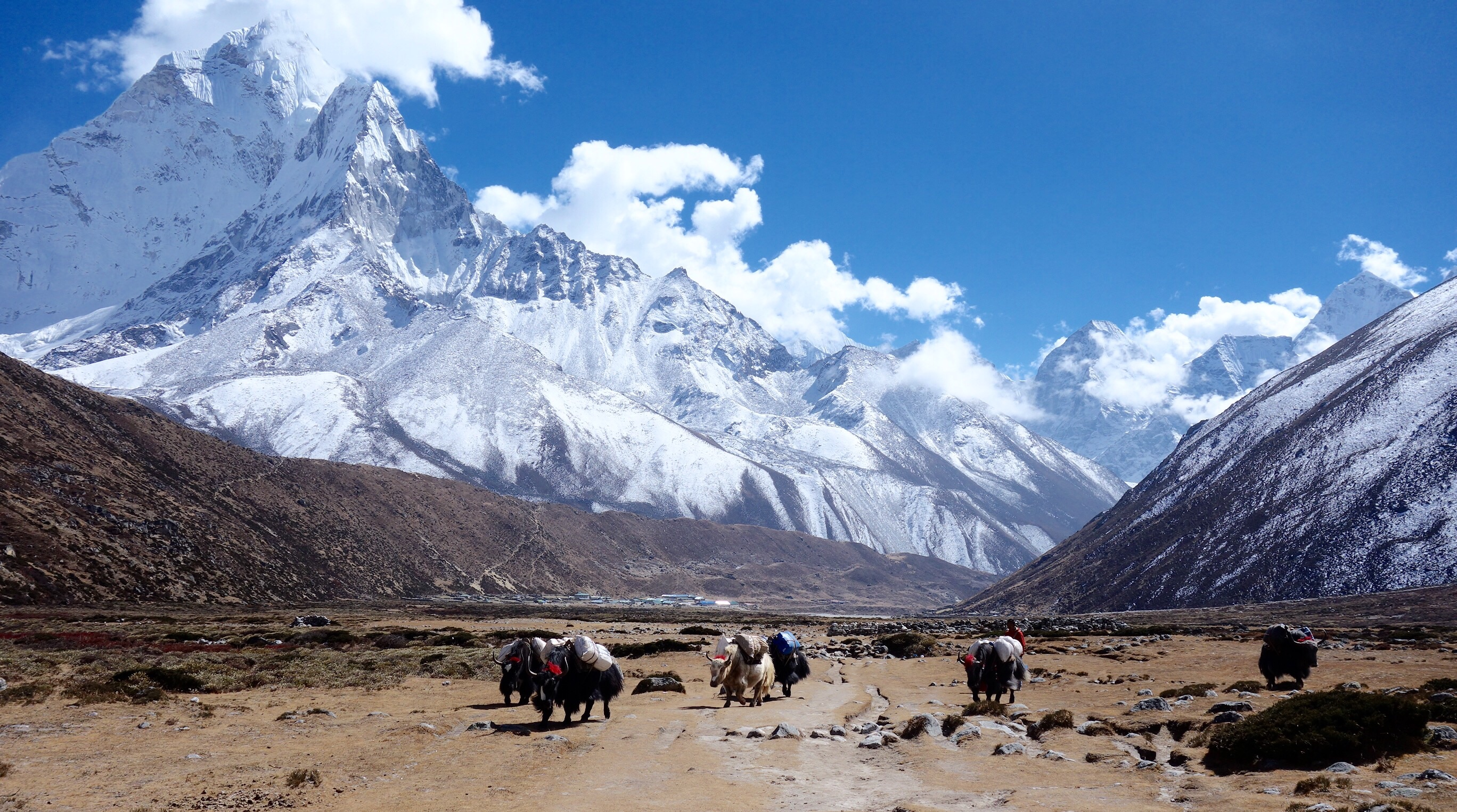
Яки проходять повз Феріче.
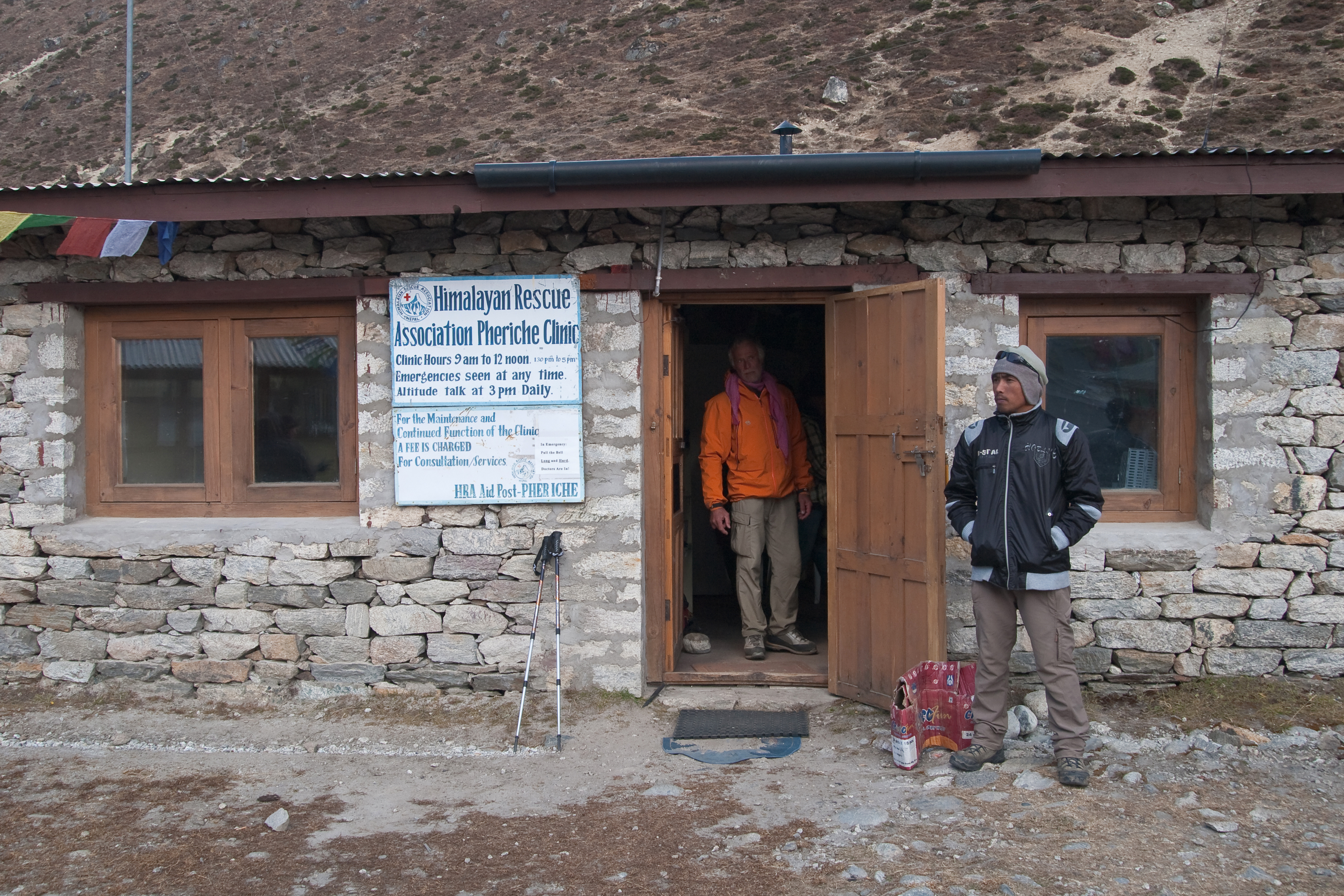
Гімалайський рятувальний пост.
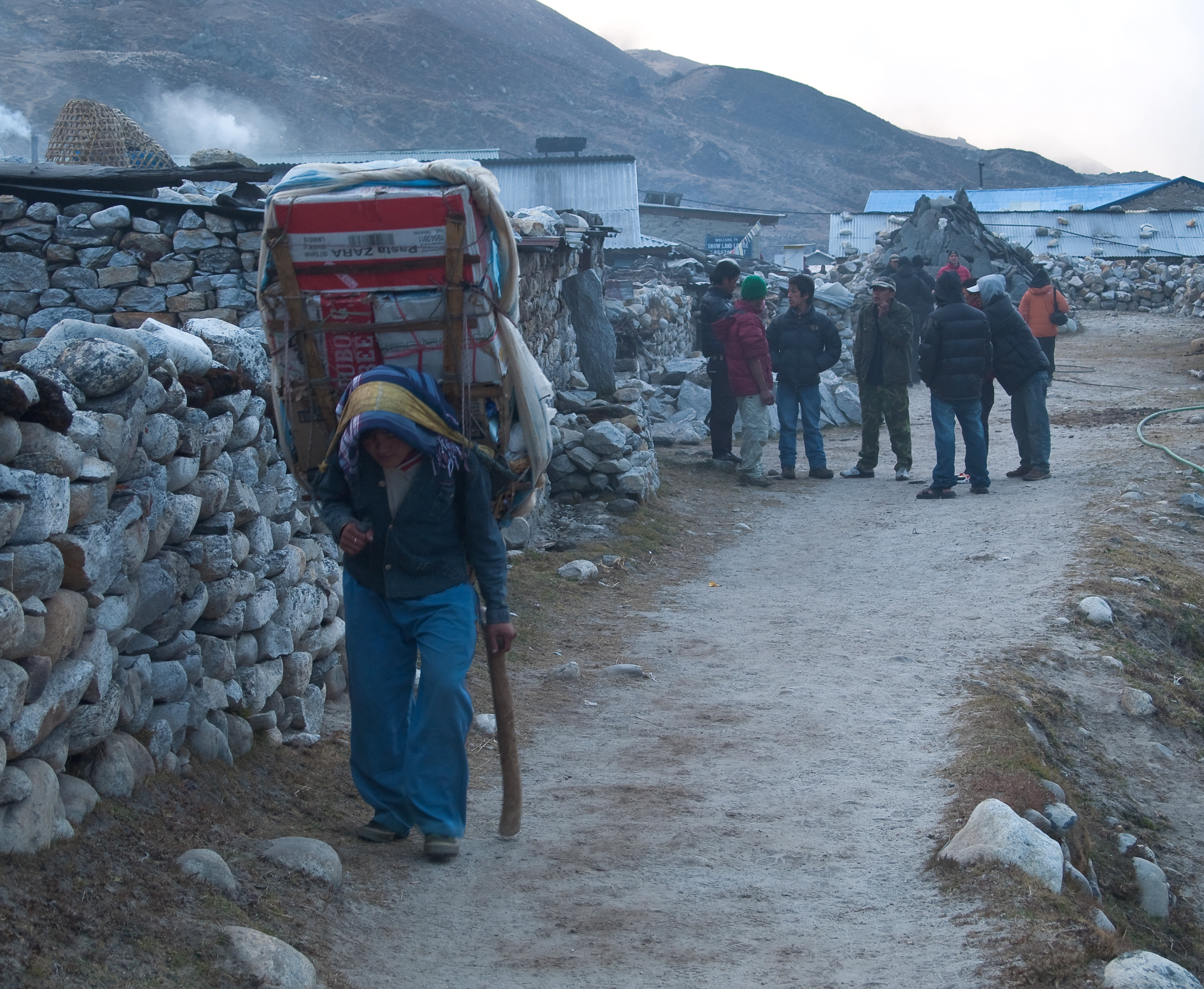
Носій.
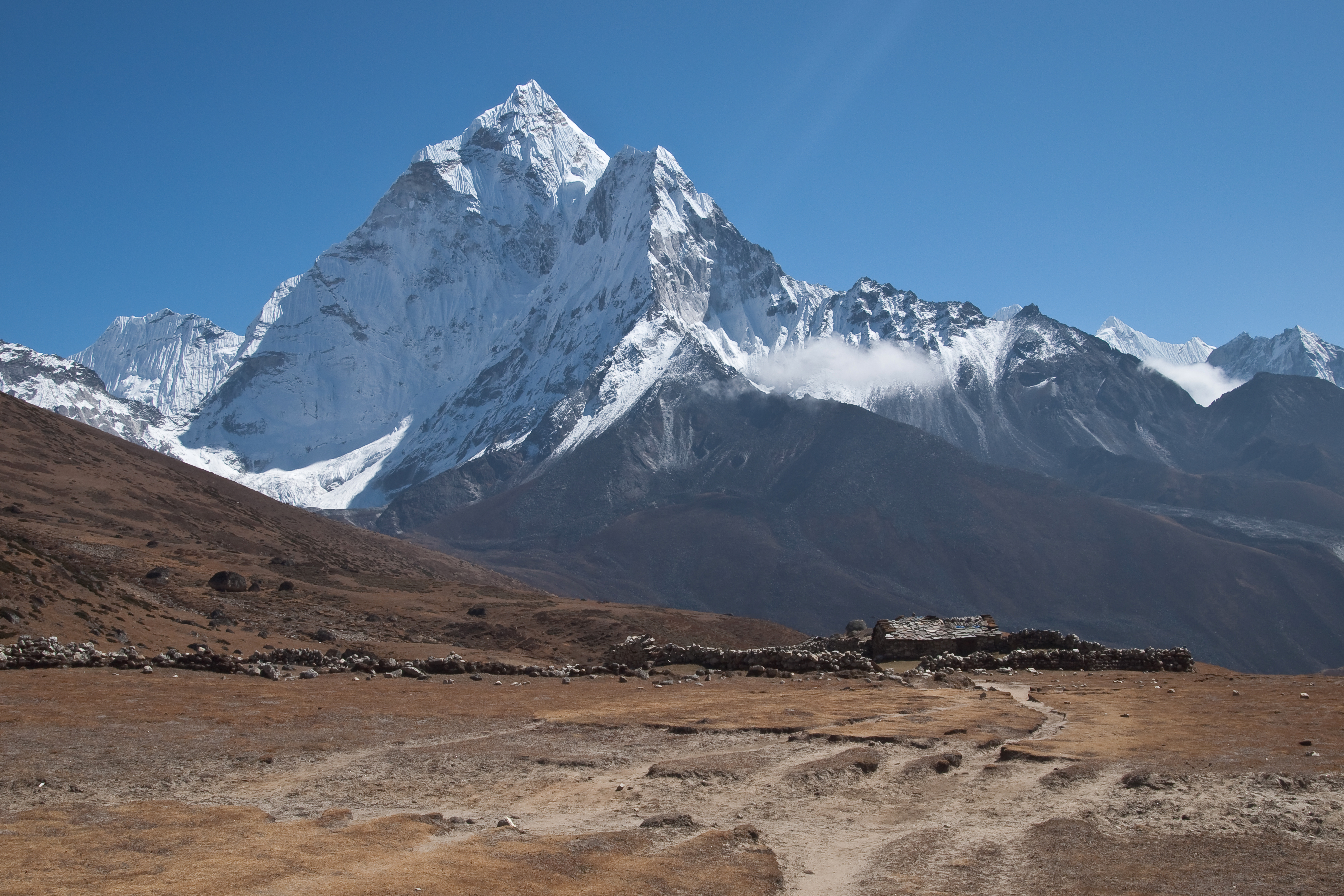
Вид на гору Ама-Даблам.